# Aliko Bala
Aliko Bala est un footballeur nigérian, né le 27 février 1997 à Jos au Nigeria. Il évolue à l'Hapoël Marmorek, en prêt du SV Zulte Waregem, au poste d'ailier.

## Biographie
Il participe aux tours préliminaires de la Ligue des champions et de la Ligue Europa avec le club de l'AS Trenčín.

## Palmarès
- AS Trenčín
  - Championnat de Slovaquie
    - Champion : 2016

  - Coupe de Slovaquie
    - Vainqueur : 2016